# 廣州市越秀區圖書館
廣州市越秀區圖書館是广州市越秀区区级的图书馆。原址位于盘福路11号。在東山區合併至越秀區后迁移到原东山区机关办公大楼，新总馆于2007年3月12日正式对外开放，原旧馆降级为分馆。盘福分馆于2016年12月30日关闭以改建为广州市越秀区国家档案馆，读者仅能转移到总馆或街道分馆使用服务。